# Jack Forster
Pas d'image ? Cliquez ici

a Compétitions nationales et continentales officielles uniquement.

Dernière mise à jour le 22 mai 2011.
Jack Forster, né le 19 mars 1987 à Wigan, est un joueur anglais de rugby à XV évoluant au poste de pilier au sein de l'équipe des Sale Sharks après avoir joué avec Gloucester de 2005 à 2009.

## Biographie
Jack débute au rugby avec l'école de Bolton où il est choisi comme capitaine de l'équipe. Puis il continue avec le club de rugby d'Aspull. Il a rejoint le Sedgley Park RUFC avant de signer un contrat avec les Sale Sharks. En 2005, il rejoint l'académie de rugby de Gloucester où il débute avec l'équipe professionnelle. Il marque un essai lors de sa première apparition sous le maillot de l'équipe. Il est sélectionné dans l'équipe d'Angleterre des moins de 16 ans et celle des moins de 18 ans. En 2008, il a fait ses débuts avec les England Saxons lors de la Churchill Cup qui se déroule au Canada et aux États-Unis. Comme beaucoup de joueurs issus de l'académie de rugby de Gloucester, il peut jouer indifféremment avec Moseley et Gloucester. En 2009, il signe un contrat de deux ans avec les Sale Sharks.